# Itta
Itta est un prénom d'origine germanique, que l'on trouve également sous les formes de Ide, Ida, Ita ou Itte.

## Personnes portant ce prénom
- Itta de Nivelles, sainte du VIIe siècle, épouse de Pépin de Landen
- Itta, autre nom donné à Adélaïde d'Italie.